# 日章丸 (タンカー・3代)
日章丸（にっしょうまる）は、出光興産の子会社である出光タンカーが所有・運航していた原油タンカー。
「日章丸」の船名は出光興産では1938年竣工の初代から2004年竣工の5代目まで存在するが、本項では1962年竣工の3代目について解説する。

## 概要
1960年に先代「日章丸」（19,074重量トン、1951年竣工、1959年売却）の代船を計画した出光興産は、「ユニヴァース・アポロ」（104,520重量トン）等の大型タンカーを長期用船した実績やその後の石油需要の増大を勘案し、より大型のタンカーを建造することとした。
これが本船で、設計は佐世保重工業と石川島播磨重工業が協同で行い、契約船価は50億2,200万円（当時）。
1962年10月7日に佐世保重工業佐世保造船所で竣工した当時は世界最大のタンカーであり、また単機最大出力28,000馬力の蒸気タービンは、タンカーに搭載されたものでは最大であった。
竣工後、ペルシア湾から出光興産徳山製油所への原油輸送に従事したが、1978年に台湾の高雄で解体された。

## 短編映画
本船の竣工直後の姿を克明に追った短編映画『日章丸』が、竣工の翌年（1963年）、本船の船主である出光興産の企画の下、東京シネマ（現・東京シネマ新社）の手により製作された。
当映画作品によると、本船は東京湾に於ける竣工祝賀レセプションに臨んだあと、1962年10月16日に日本をあとにして処女航海に出発、11月1日夕方クウェート到着、そして石油を積載して11月4日未明にクウェートをあとにして帰路についているが、この間、11月2日（クウェート到着の翌日）にクウェート側の要人たちを船内に招いてのレセプションを開いている。
映画ではその竣工したばかりの本船の処女航海に臨む姿などを追いつつ、本船の甲板部分からエンジン内部に至るまでカメラが向けられている。
現在、科学映像館（NPO法人・科学映像館を支える会）から配信されている。